# Interférence électromagnétique

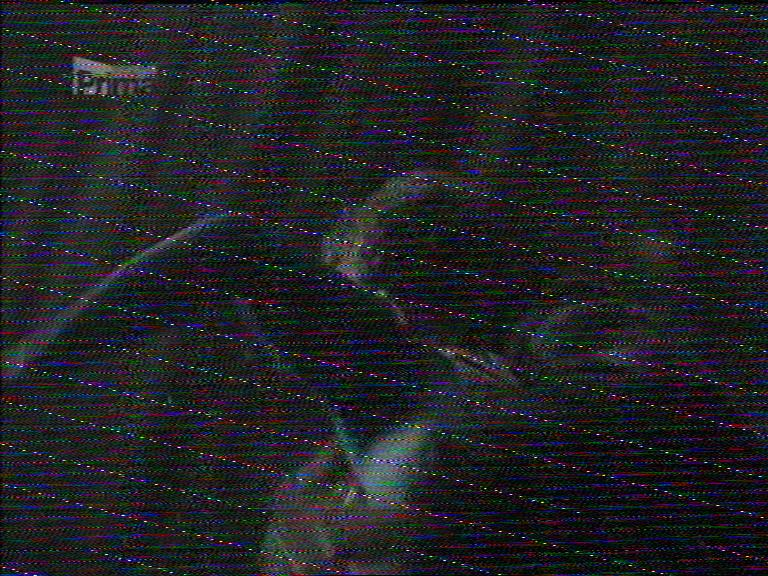
Interférence électromagnétique dans le signal TV analogique

Une interférence électromagnétique (IEM ou EMI), également appelée interférence radioélectrique (RFI) lorsqu'elles se trouve dans le spectre des radiofréquences, est une perturbation (générée par une source externe) qui affecte un circuit électrique par induction électromagnétique, couplage électrostatique ou conduction. La perturbation peut dégrader les performances du circuit ou même l'empêcher de fonctionner. Dans le cas d'un chemin de données, ces effets peuvent aller d'une augmentation du taux d'erreur à une perte totale des données. Les sources artificielles et naturelles génèrent des courants et des tensions électriques changeants qui peuvent provoquer des EMI : systèmes d'allumage, réseau cellulaire de téléphones mobiles, éclairs, éruptions solaires et aurore polaires (boréales ou australes). Les EMI affectent fréquemment les radios AM. Elles peuvent également affecter les téléphones portables, les radios FM et les téléviseurs, ainsi que les observations pour la radioastronomie et les sciences de l'atmosphère.
Les EMI peuvent être utilisées intentionnellement pour le brouillage radio, comme dans la guerre électronique.

La compatibilité électromagnétique (CEM) consiste à adapter les appareils afin d'éviter les EMI.

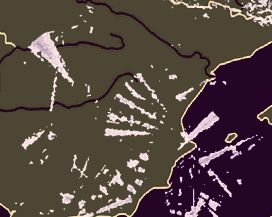
Interférences dues à un signal Wi-Fi 5 Ghz vues sur un radar météorologique Doppler

## Histoire
Depuis les premiers jours des communications radio, les effets négatifs des interférences provenant des transmissions intentionnelles et non intentionnelles se sont fait sentir et la nécessité de gérer le spectre des fréquences radio est devenue évidente.
En 1933, une réunion de la Commission électrotechnique internationale (CEI) à Paris a recommandé la création du Comité international spécial des perturbations radioélectriques (CISPR) pour faire face au problème émergent des EMI. Le CISPR a ensuite produit des publications couvrant les techniques de mesure et d'essai et les limites d'émission et d'immunité recommandées. Celles-ci ont évolué au fil des décennies et constituent aujourd'hui la base de la plupart des réglementations de CEM mondiales.
Au début des années 1980 aux États-Unis, en réponse au nombre croissant de systèmes numériques qui interféraient avec les communications filaires et radio, des limites légales ont été imposées aux émissions électromagnétiques de tous les équipements numériques par la Federal Communications Commission (FCC). Les méthodes d'essai et les limites étaient basées sur les publications du CISPR, bien que des limites similaires soient déjà appliquées dans certaines parties de l'Europe.
Au cours des années 1980, les États membres de l'Union européenne ont adopté un certain nombre de directives "nouvelle approche" dans le but de normaliser les exigences techniques des produits afin qu'ils ne deviennent pas un obstacle au commerce au sein de la CE. L'une d'elles était la directive CEM (89/336/EEC) et elle s'appliquait à tous les équipements mis sur le marché ou mis en service. Son champ d'application couvre tous les appareils « susceptibles de provoquer des perturbations électromagnétiques ou dont les performances sont susceptibles d'être affectées par de telles perturbations ».
C'est donc de cette époque que datent les premières exigences légales sur l'immunité, ainsi que sur les émissions, des appareils destinés à la population générale. Et ce aussi bien en Amérique qu'en Europe.
Bien entendu ces directives ont été depuis refondues et remaniées plusieurs fois. La dernière en date pour l'Europe est la Directive CEM d'avril 2014. Elle est suivie la même année par la directive RED relative à la mise sur le marché de certains équipements radioélectriques
Plusieurs autres pays ont aussi des exigences similaires pour que les produits respectent un certain niveau de réglementation sur la compatibilité électromagnétique (CEM). Par exemple : la Grande-Bretagne, la Chine.
Bien que ces directives puissent entraîner des coûts supplémentaires pour donner un niveau d'immunité suffisant aux différents produits concernés, cela augmente leur qualité perçue car ils sont capables de coexister avec des appareils dans l'environnement électromagnétique actif des temps modernes et ce avec moins de problèmes.

## Types d'interférences électromagnétiques
On peut distinguer trois types d'EMI :
- les interférences par conduction
- les interférences par induction
- les interférences par rayonnement (ou interférences radio)

Mais certains auteurs ne font pas de différence entre les deux dernières

## Interférences par conduction
Les EMI par conduction sont causées par le contact physique des conducteurs.
Ce sont en général des EMI en basse fréquence.
Un cas particulier est celui des EMI à travers le fil de terre. Elles sont courantes dans une installation électrique.

## Interférences par induction
Les EMI par induction sont causées par un rapprochement des conducteurs (sans contact physique), l'un des conducteurs provoquant un champ magnétique susceptible de perturber un signal dans l'autre conducteur.
Ce sont aussi en général des EMI en basses fréquences.

## Interférences radio
Une interférence au sens d'interférence en radiocommunication, encore appelée interférence radio (RFI) est – conformément à l'article 1.166 du Règlement des radiocommunications (RR) de l'Union internationale des télécommunications (UIT) – défini comme : « l'effet, sur la réception dans un système de radiocommunication, d'une énergie non désirée due à une émission , à un rayonnement, à une induction ou à une combinaison des trois, se manifestant par une dégradation de la qualité de transmission, une déformation ou une perte de l'information que l'on aurait pu extraire en l'absence d'une telle énergie non désirée ».
Il s'agit également d'une définition utilisée par l' administration des fréquences pour fournir les assignations de fréquence et l'assignation des canaux de fréquence aux stations ou systèmes radio, ainsi que pour analyser la compatibilité électromagnétique entre les différents services de radiocommunication.
Une RFI est encore appelée brouillage (surtout dans le cas où elle est intentionnelle) ou encore parasites radioélectriques  (surtout dans le cas d'une origine atmosphérique telle que la foudre et les aurores polaires).
En général les RFI sont des EMI hautes fréquences. Elles sont dues à une propagation d'ondes électromagnétiques entre conducteurs éloignés.
Les interférences radio peuvent être classées comme suit :
- EMI ou RFI à bande étroite, lesquelles émanent généralement des transmissions prévues telles que les stations de radio et de télévision ou les téléphones mobiles
- EMI ou RFI à large bande, qui sont des rayonnements non intentionnels provenant de sources telles que des lignes de transmission d'énergie électrique, des moteurs électriques ou des orages[9],[10],[11].

Toujours conformément à l'UIT RR (articles suivants), les variations d'interférences sont classées comme suit :
- interférence admissible (RR 1.167)
- interférence acceptée (RR 1.168)
- interférence préjudiciable (RR 1.169)

### Susceptibilités des différentes technologies radio
Les interférences ont tendance à être plus gênantes avec les technologies radio plus anciennes telles que la modulation d'amplitude analogique et les antennes omnidirectionnelles utilisées dans les systèmes de radiodiffusion. En effet ces technologies n'ont aucun moyen de distinguer les signaux indésirables du signal prévu.
Dans le cas de la modulation de fréquence ou de la modulation de phase, la sensibilité aux RFI est beaucoup plus faible, car des filtres permettent d'éliminer ces perturbations dès qu'elles sont d'un niveau inférieur à celui du signal utile.
Dans les systèmes radio numériques, tels que le Wi-Fi, le Bluetooth ainsi bien sûr que le DAB, des techniques de correction d'erreurs peuvent être utilisées,. Les techniques d'étalement du spectre et de saut de fréquence peuvent aussi être utilisées avec la signalisation analogique et numérique pour améliorer la résistance aux interférences. Un récepteur hautement directionnel, tel qu'une antenne parabolique ou un récepteur en diversité d'antenne (en), peuvent être utilisés pour sélectionner un signal à l'exclusion des autres,.
L'exemple le plus extrême de signalisation numérique à spectre étalé à ce jour est l'ultra large bande (ULB), qui propose l'utilisation de grandes sections du spectre radio à de faibles amplitudes pour transmettre des données numériques à large bande passante. L'ULB, s'il était utilisé exclusivement, permettrait une utilisation très efficace du spectre, mais les utilisateurs de la technologie non ULB ne sont pas encore prêts à partager le spectre avec le nouveau système en raison des interférences qu'il causerait à leurs récepteurs (les implications réglementaires de l'ULB sont discutés dans l'article sur l'ultra large bande).

### Interférence avec les appareils grand public
Les sources potentielles de RFI et d'EMI comprennent: divers types d'émetteurs, transformateurs de sonnette, grille-pain, couvertures ou coussins chauffants, dispositifs à ultrasons contre les rongeurs, zappeurs d'insectes électriques, et lampes à commande tactile. Plusieurs écrans d'ordinateur ou téléviseurs à tube cathodique trop près les uns des autres peuvent parfois provoquer un effet de " scintillement " les uns avec les autres, en raison de la nature électromagnétique de leurs tubes cathodiques, en particulier lorsque l'une de leurs bobines de démagnétisation est activée.
Des interférences électromagnétiques à 2,4 GHz peuvent être causées par et entre les appareils Wi-Fi aux normes  802.11b, 802.11g et 802.11n, les appareils Bluetooth, les moniteurs pour bébé et les téléphones sans fil, les émetteurs vidéo et les fours à micro-ondes.
Les charges de commutation (inductives, capacitives et résistives), telles que les moteurs électriques, les transformateurs, les radiateurs, les lampes, les ballasts, les alimentations, etc., provoquent toutes des interférences électromagnétiques, en particulier à des courants supérieurs à 2 A. La méthode souvent utilisée pour amortir (voire supprimer) les EMI consiste à connecter une résistance en série avec un condensateur. Bien que cela puisse offrir une réduction modeste des EMI à des courants très faibles, de tels amortisseurs ne fonctionnent pas à des courants supérieurs à 2 A avec contacts électromécaniques,.
Une autre méthode pour supprimer les EMI consiste à utiliser des suppresseurs de bruit à noyau de ferrite (ou perles de ferrite), qui sont peu coûteux et qui se clipsent sur le câble d'alimentation de l'appareil incriminé ou de l'appareil compromis.
Les alimentations à découpage peuvent être une source d'EMI, mais sont devenues moins problématiques à mesure que les techniques de conception se sont améliorées, telles que la correction intégrée du facteur de puissance.
La plupart des pays ont des exigences légales qui imposent la compatibilité électromagnétique : le matériel électronique et électrique doit toujours fonctionner correctement lorsqu'il est soumis à certaines quantités d'EMI et ne doit pas émettre d'EMI, ce qui pourrait interférer avec d'autres équipements (tels que les radios).
La qualité du signal radiofréquence a diminué d'environ un décibel par an tout au long du XXIe siècle à mesure que le spectre devient de plus en plus encombré. Cela a infligé une course sans fin à l'industrie de la téléphonie mobile, car les entreprises ont été obligées de mettre en place plus de tours cellulaires (à de nouvelles fréquences) qui causent ensuite plus d'interférences, nécessitant ainsi plus d'investissements de la part des fournisseurs et de fréquentes mises à niveau des téléphones mobiles pour correspondre.

### Normes
Le Comité International Spécial des Perturbations Radioélectriques ou CISPR, qui est un comité de la Commission Electrotechnique Internationale (CEI), établit des normes internationales pour les interférences électromagnétiques rayonnées et conduites. Il s'agit de normes civiles pour les secteurs domestique, commercial, industriel et automobile. Ces normes constituent la base d'autres normes nationales ou régionales, notamment les Normes Européennes (EN) rédigées par le CENELEC (Comité Européen de Normalisation Electrotechnique). Les organisations américaines comprennent l'Institute of Electrical and Electronics Engineers (IEEE), l'American National Standards Institute (ANSI) et l'US Military (MILSTD).
Les circuits intégrés sont souvent une source d'EMI, mais ils doivent généralement coupler leur énergie à des objets plus grands tels que des dissipateurs thermiques, des cartes de circuits imprimés et des câbles pour rayonner de manière significative.
Sur les circuits intégrés, les moyens importants de réduction des EMI sont : l'utilisation de condensateurs de dérivation ou de découplage sur chaque appareil actif (connectés aux bornes de l'alimentation, le plus près possible de l'appareil), le contrôle du temps de montée des signaux carrés rapides à l'aide de résistances en série, et filtrage des broches d'alimentation. Le blindage est généralement un dernier recours après l'échec d'autres techniques, en raison du coût supplémentaire des composants de blindage tels que les joints conducteurs.
L'efficacité du rayonnement dépend de la hauteur au-dessus du plan de masse ou du plan de puissance (en RF, l'un est aussi bon que l'autre) et de la longueur du conducteur par rapport à la longueur d'onde de la composante du signal ( fréquence fondamentale, harmonique ou transitoire). En HF (de 3 à 30 MHz) ou à la rigueur en VHF (de 30 à 300 MHz), le rayonnement se fait presque exclusivement via des câbles d'E/S ; Le bruit RF atteint les plans d'alimentation et est couplé aux pilotes de ligne via les broches VCC et GND.
À des fréquences plus élevées, généralement au-dessus de 300 MHz (c'est-à-dire en UHF, SHF, EHF, etc.), les traces deviennent électriquement plus longues et plus hautes au-dessus du plan. Deux techniques sont utilisées à ces fréquences : la mise en forme des ondes avec des résistances en série et l'encastrement des traces entre les deux plans. Si toutes ces mesures laissent encore trop d'EMI, un blindage tel que des joints RF et du cuivre ou du ruban conducteur peut être utilisé. La plupart des équipements numériques sont conçus avec des boîtiers en métal ou en plastique à revêtement conducteur,.
Tout semi-conducteur non blindé (par exemple un circuit intégré) aura tendance à agir comme un détecteur pour les signaux radio que l'on trouve couramment dans l'environnement domestique (par exemple les téléphones portables). Un tel détecteur peut démoduler la porteuse de téléphonie mobile à haute fréquence (par exemple, GSM850 et GSM1900, GSM900 et GSM1800) et produire ainsi des signaux en BF (basse fréquence). Cette démodulation se manifeste par un bourdonnement audible indésirable dans les appareils audio tels qu'un amplificateur  de microphone, un amplificateur de haut-parleur, une autoradio, les téléphones, etc. L'ajout de filtres EMI intégrés ou de techniques de disposition spéciales peut aider à contourner les EMI ou à améliorer l'immunité RF. Certains circuits intégrés sont conçus (par exemple, LMV831-LMV834, MAX9724) pour avoir des filtres RF intégrés ou une conception spéciale qui aide à réduire toute démodulation de la porteuse haute fréquence.
Les concepteurs doivent souvent effectuer des tests spéciaux pour l'immunité RF des pièces à utiliser dans un système. Ces tests sont souvent effectués dans une chambre anéchoïque avec un environnement RF contrôlé où les vecteurs de test produisent un champ RF similaire à celui produit dans un environnement réel.

### RFI en radioastronomie
Les interférences en radioastronomie sont toutes les sources radio (autre que les sources célestes elles-mêmes) qui se trouvent dans la bande de fréquence observée . Étant donné que les émetteurs sur et autour de la Terre peuvent être plusieurs fois plus puissants que le signal astronomique d'intérêt, la RFI est une préoccupation majeure pour la radioastronomie,. Les sources naturelles d'interférences, telles que la foudre, le soleil et les aurores polaires sont également à considérer.
Certaines des bandes de fréquences qui sont très importantes pour la radioastronomie, comme la raie hydrogène de 21 cm à 1 420 MHz, sont protégés par la réglementation. Cependant, les observatoires radio-astronomiques modernes tels que VLA, LOFAR et ALMA ont une très large bande passante sur laquelle ils peuvent observer. En raison de l'espace spectral limité aux fréquences radio, ces bandes de fréquences ne peuvent pas être entièrement attribuées à la radioastronomie ; par exemple, les images décalées vers le rouge de la raie de 21 cm de l'époque de réionisation peuvent se chevaucher avec la bande FM (88–108 MHz), et donc les radiotélescopes doivent gérer les RFI dans cette bande passante.
Les techniques pour traiter les RFI vont des filtres matériels aux algorithmes avancés dans les logiciels. Une façon de traiter les émetteurs puissants consiste à filtrer complètement la fréquence de la source. C'est par exemple le cas de l'observatoire LOFAR qui filtre les radios FM entre 90 et 110 MHz. Il est important d'éliminer ces fortes sources d'interférence dès que possible, car elles pourraient "saturer" les récepteurs très sensibles (amplificateurs et convertisseurs analogique-numérique), ce qui signifie que le signal reçu est plus fort que le récepteur ne peut le gérer. Cependant, filtrer une bande de fréquences implique que ces fréquences ne peuvent jamais être observées avec l'instrument.
Une technique courante pour traiter les RFI dans la bande passante de fréquence observée consiste à utiliser la détection RFI dans le logiciel. Un tel logiciel peut trouver des échantillons dans le temps, la fréquence ou l'espace temps-fréquence qui sont contaminés par une source interférente. Ces échantillons sont ensuite ignorés dans une analyse plus approfondie des données observées. Ce processus est souvent appelé signalement des données. Étant donné que la plupart des émetteurs ont une petite bande passante et ne sont pas présents en permanence, comme la foudre ou les émetteurs/récepteurs de la Citizen-band (CB) (tels que les talkie-walkie), la plupart des données restent disponibles pour l'analyse astronomique. Cependant, le signalement des données ne peut pas résoudre les problèmes avec les émetteurs continus à large bande, tels que les éoliennes, les émetteurs vidéo numériques ou audio numériques.[réf. nécessaire]
Une autre façon de gérer les RFI consiste à établir une zone de silence radio (RQZ = Radio_quiet_zone (en)). Une telle zone, entourant un observatoire de radioastronomie, est une zone bien définie et qui a des réglementations spéciales pour réduire les RFI. Les réglementations peuvent inclure une gestion spéciale du spectre et du flux de puissance ou des limitations de puissance surfacique. Les commandes à l'intérieur de la zone peuvent couvrir des éléments autres que les émetteurs radio ou les appareils radio. Il s'agit notamment des commandes d'aéronefs et du contrôle des radiateurs non intentionnels tels que les appareils industriels, scientifiques et médicaux, les véhicules et les lignes électriques. Le premier RQZ pour la radioastronomie est la United States National Radio Quiet Zone (NRQZ), établie en 1958.

### RFI sur la surveillance environnementale
Avant l'introduction du Wi-Fi, l'une des plus grandes applications la bande des 5 GHz correspond au radar météorologique Doppler terminal,. La décision d'utiliser la bande des 5 GHz pour le Wi-Fi a été finalisé lors de la Conférence mondiale des radiocommunications en 2003 ; cependant, la communauté météorologique n'a pas été impliquée dans le processus,. La mise en œuvre laxiste et la mauvaise configuration du DFS qui ont suivi ont provoqué des perturbations importantes dans les opérations de radar météorologique dans un certain nombre de pays à travers le monde. En Hongrie, le système de radar météorologique a été déclaré non opérationnel pendant plus d'un mois. En raison de la gravité des interférences, les services météorologiques sud-africains ont fini par abandonner le fonctionnement en bande C, basculant leur réseau radar sur la bande S,.
Les transmissions sur des bandes adjacentes à celles utilisées par la télédétection passive, comme les satellites météorologiques, ont provoqué des interférences, parfois importantes. On craint que l'adoption d'une 5G insuffisamment réglementée ne produise des problèmes d'interférence majeurs. Une interférence importante peut altérer considérablement les performances des prévisions météorologiques numériques et entraîner des impacts économiques et de sécurité publique considérablement négatifs. Une illustration de ce qui précède s'est passé aux US en 2019 et a opposé la FCC et les scientifiques. Cela a été rapporté à l'époque par The Washington Post,.